# 穆罕默德·本·薩勒曼
穆罕默德·本·萨勒曼·本·阿卜杜勒-阿齐兹·阿勒沙特（阿拉伯语：محمد بن سلمان بن عبد العزيز آل سعود，英語简称MBS，1985年8月31日—），沙特阿拉伯王储、首相，沙特阿拉伯国王薩勒曼第八子，母親為第三王妃法赫达（Fahda bint Falah bin Sultan Al Hithalayn）。有一同母弟图尔基·本·萨勒曼王子。
穆罕默德王子自2017年被國王正式任命為新王儲，並兼任沙國国防大臣至今。他亦曾任经济和发展事务委员会主席、沙特皇家法院首席（院长）、沙特研究和营销集团董事会主席等職。穆罕默德在沙特阿拉伯王室成员中以作風激進、開明著稱，在擔任政職後進行了廣泛的內政改革，經濟上推動沙國國營石油公司的IPO計畫，大幅投資觀光、服務等產業。亦曾針對沙國王室成員、政要展開反腐行動。
穆罕默德王子在文化、人權政策上相對以往執政者更加世俗化、現代化。由於他積極籌辦文娛體育活動，且頻繁抨擊、取消來自瓦哈比主義的傳統教條，使他在沙國年輕人中獲得廣泛支持。然而廣泛的世俗化使沙里亞學者、宗教警察等地方勢力對他相當不滿。此外，穆罕默德亦因以強硬手腕對待國內反對派和什葉派群眾而受到譴責，並被多次指控非法打壓異見人士，其中以涉嫌暗殺記者賈邁勒·卡舒吉一案最具爭議性。

## 早年经历
穆罕默德王子於沙特国王大学取得法律學士學位，在畢業後前往私营部门擔任助理。2009年12月，穆罕默德担任父亲利雅得省省长萨勒曼亲王的政治特别顾问，開始进入政坛。
2011年10月，沙特苏尔坦王储去世，沙爾曼親王成为副王储兼国防大臣，身為父亲“私人顾问”的穆罕默德隨父親進入中央。2012年6月，纳伊夫王储去世，萨勒曼亲王继任王储，穆罕默德陪同任职於王储办公室。
2013年3月，王储法院院长沙特·本·纳伊夫被任命为东部省省长，穆罕默德王子接替他的职位，担任部长级的法院院长。2014年4月，穆罕默德王子被任命为国务大臣。

## 王子掌權
2015年1月23日，阿卜杜拉国王駕崩，萨勒曼親王继位，並任命穆罕默德为国防大臣，同时兼任王家法院秘书长，并保留国务大臣职务。
2015年1月29日经济和发展事务委员会成立，取代了解散的最高经济委员会。穆罕默德王子獲任命为主席，三日後再獲任國防部長一職，時年29歲，是全球最年輕的國防相。
2015年4月29日，萨勒曼国王下令易储、副王储和更换外交大臣等一系列重大人事任命，廢王储穆克林亲王，改立侄子穆罕默德·本·纳伊夫為新王储，並立自己的兒子穆罕默德為副王储，意味着自1953年以来沙特王权将传递给新一代。沙特大部分权力集中在兩堂兄弟手中。外交方面，沙特驻美国大使阿德尔·朱拜尔接替沙特·本·费萨尔任外交大臣，这是沙特建国以来首个非王室成员担任此职。
2017年6月21日，萨勒曼国王再易储，廢穆罕默德·本·纳伊夫，改立穆罕默德為新王儲。負責挑選王位繼承人的機構「效忠委員會」（Allegiance Council），以31比3的票數壓倒性同意易儲。效忠委員會是由王室高級成員組成，這也是薩勒曼國王在2015年登基後第二次易儲。
2022年9月27日，萨勒曼国王下令改组内阁，王储穆罕默德獲任为首相。

## 推行改革

### 經濟面改革
穆罕默德王子提出「沙特愿景2030」財政改革計畫，推動國營石油公司公開募股，將股票收益投資採礦業、風力和太陽能等產業。預計在2030年，將沙國10%的主要電力來源轉移到可再生能源。「願景2030」也提出開放教育、醫療等私有產業，鼓勵旅遊業發展，更打算突破宗教禁忌發展娛樂產業，計畫包括755項國家級交通項目，更希望打造出媲美拉斯維加斯的娛樂大城，興建主題樂園及野生動物園等等，讓大眾能夠在國內度假，促進國內消費。
穆罕默德組織反腐委员会进行反腐行动，於2017年11月抓捕了五百多名重要的王子、大臣以及財閥，包括被指涉及一个马来西亚发展有限公司丑闻（1MDB）的王子图尔基·本·阿卜杜拉王子，要求他們交出以往收受的賄賂金。

### 宗教、司法面改革
穆罕默德亦積極推動沙特社會改革，減少傳統教法對執法機關的影響，在對婦女的開放上尤為顯著。如2017年9月起，婦女首次被准許在國內駕駛。2018年2月起，婦女不需要先徵得男性親屬同意才能創業。同年3月，更規定了婦女在離婚後，對子女的監護權不受影響。2019年10月起，女性更可以從軍，擔任軍士和士兵。然而沙特在推动改革的同时，眾多女性维权分子也遭到政府扣押。
除女性權益改善外，穆罕默德大幅減少沙里亞宗教警察的執法權，並力主沙國新法典的編篡。他自就任王儲起便公開批判瓦哈比主義，並於2021年終止地方瓦哈比法官個人解釋法條的權力。

## 干涉葉門內戰
穆罕默德王子自從接任国防大臣後，沙特对以伊朗為首的什葉派伊斯蘭勢力轉趨強硬。2015年，由沙特主導的海合會發起果断风暴行动，宣布也门領空為禁飛區，開始对什葉派、獲伊朗支持的胡塞武装组织进行空袭。沙特軍隊的參戰使葉門內戰形成拉鋸態勢，在雙方都無法取得決定性戰果的狀況下戰事延綿至今，而穆罕默德也被指控其決定已導致數千人的死亡，數百萬美元的財產損失。
2017年6月，沙特宣布跟伊朗友好的卡塔尔断交並实施制裁，理由為卡塔爾「支援恐怖主義」，雙方直至2021年底才恢復外交。上述一系列事件成為新一波阿拉伯與伊朗紛爭的開端。

## 卡舒吉事件
2018年10月，任職於《華盛頓郵報》的沙特異見記者賈邁勒·卡舒吉在沙特駐土耳其伊斯坦布尔總領事館失蹤，沙特當局最初否認曾禁錮或殺害卡舒吉，並聲稱他已安全離開。但土耳其当局将卡舒吉遇害的调查结果公布后，沙特方的说法屡次产生出入，最终沙特当局迫于压力承認他在領事館中死亡。由於調查迹象顯示事件發生和策劃與穆罕默德本人有重大關連，一些研究員認為該事件大幅影響他的形象。

## 个人生活
穆罕默德于2008年与叔叔马舒尔亲王的女儿萨拉·本·马舒尔·阿勒沙特公主结婚，并育有五个孩子。
2015年，穆罕默德以5亿欧元的价格从俄罗斯伏特加大亨尤里·谢弗勒（Yuri Shefler）购买了意大利制造并在百慕大注册的Serene号游艇。他同年以超过3亿美元的价格购买了法国的路易十四城堡。
2017年12月，多家媒体报道穆罕默德利用巴德尔·本·阿卜杜拉·沙特为中介，购买了列奥纳多·达·芬奇的画作《救世主》。这幅画作在11月的拍卖以4.503亿美元的价格创下了最昂贵画作的新纪录。
2021年，沙烏地阿拉伯公共投資基金收購了英超球隊紐卡索聯，並資助成立了LIV高爾夫巡迴賽。
2022年4月，穆罕默德名下的MiSK基金會在電子遊戲公司SNK持有96.18％股份，現為該公司最大股東。

## 荣誉

### 外国勋章奖章
- 扎耶德勋章（阿联酋，2021年12月7日于阿布扎比总统府颁发[38]）
- 一等智者雅罗斯拉夫王公勋章（英语：Order of Prince Yaroslav the Wise）（乌克兰，2023年12月28日公布[39]）

## 註解
1. ↑  本資料來源於2015年報導時，提及就任部長的穆罕默德為34歲(實際29歲)，應為該新聞誤植。
2. ↑  此前本·费萨尔自1975年开始一直担任外交大臣，共任职40年，是世界上连续任职时间最长的外交部长；其父费萨尔国王曾于1930年至1960年、1962年至1975年两度出任外交大臣，共计43年[18]